# I racconti di Ernest Hemingway
I racconti di Ernest Hemingway è una serie televisiva italiana andata in onda sul Programma Nazionale dal 29 aprile 1975, martedi ore 20:40, per la sceneggiatura e regia di Gian Pietro Calasso.
La serie era composta da due sceneggiati scelti accuratamente da Calasso, tratti da I quarantanove racconti (1938) di Ernest Hemingway: L'invitto e I killer. Il primo era ambientato nella Spagna dei toreri e il secondo invece negli ambienti della malavita della provincia americana. Le scene erano totalmente ricreate negli studi del Centro di Produzione Rai di Napoli.
La serie riaccendeva l'interesse del pubblico sull'autore americano che aveva già avuto modo di ascoltare alla radio, nello stesso anno, il racconto Fiesta (1926), suddiviso in 15 puntate.